# Metoda Czekanowskiego
Niektóre z zamieszczonych tu informacji wymagają weryfikacji.
 Po wyeliminowaniu niedoskonałości należy usunąć szablon  z tego artykułu.
Metoda Czekanowskiego, (lub: diagram Czekanowskiego, diagraficzna metoda Czekanowskiego) to najstarsza taksonomiczna metoda, opublikowana po raz pierwszy w 1909 przez polskiego antropologa Jana Czekanowskiego. Obecnie stosowana także w innych dziedzinach nauki, jako uniwersalna metoda klasyfikacji statystycznej. Nosi również pewne cechy analizy odpowiedniości. Metody tej używa się w szczególności do łączenia jednostek terytorialnych w jednorodne rejony. Zaletą diagramu jest to, że uwypukla on najważniejsze związki i podobieństwa badanych obiektów, a równocześnie ujmuje wszystkie szczegółowe powiązania między jednostkami obszarowymi.

## Algorytm
Metoda ta składa się z 4 etapów.

### Dobór cech typologicznych
Etap ten ma decydujące znaczenie dla rezultatów badania, a cechy typologiczne powinny spełniać warunki:
- możliwie wszechstronnie charakteryzować strukturę społeczno-gospodarczą badanych obszarów,
- występować we wszystkich lub w większości badanych jednostek,
- charakteryzować się niezbyt dużymi współczynnikami korelacji,
- wyróżniać się wysokim współczynnikiem zmienności.

Podstawą doboru cech jest zasada, żeby zestawić możliwie obszerny zestaw mierników.

### Standaryzacja
Obejmuje normalizację cech i obliczanie sumarycznych różnic między jednostkami terytorialnymi. Podstawą jest wzór przedstawiający sumę różnic cech znormalizowanych dla dwóch porównywanych jednostek oznaczonych. W etapie tym eliminowane są cechy, dobrane w etapie pierwszym, uznane za mniej diagnostyczne.

### Utworzenie macierzy podobieństwa dla jednostek badanej zbiorowości
Etap obejmuje zakwalifikowanie sumarycznych różnic, według przyjętej skali konwencjonalnej, pomiędzy poszczególnymi jednostkami do odpowiednich przedziałów klasowych. Zasadą jest, że najmniejsze różnice ujmowane są w jednym przedziale klasowym, obejmującym jednostki najbardziej podobne, zaś największe różnice włączane są do ostatniego przedziału klasowego, gdzie znajdą się jednostki najmniej podobne.

### Wykreślenie diagramu Czekanowskiego
Punktem wyjściowym dla utworzenia diagramu Czekanowskiego jest macierz odległości euklidesowych między klasyfikowanymi obiektami. Odległości takie są dzielone na klasy, które stanowią przedziały podobieństwa obiektów. Po ustaleniu skali podobieństwa, przyporządkowuje się poszczególnym klasom odpowiednie symbole graficzne odpowiadające poziomowi odległości między obiektami. Macierz taką przekształca się w ten sposób, że poszczególne odległości zastępuje się symbolami. Wynikiem tej operacji jest nieuporządkowany diagram Czekanowskiego.
Wiersze i odpowiednie kolumny macierzy D przestawia się tak, aby wzdłuż głównej przekątnej znajdowały się elementy (odległości) jak najmniejsze oraz wraz z oddalaniem się od głównej przekątnej – jak największe, wyznaczając w ten sposób grupę typologiczną. Grupa ta obejmuje jednostki najmniej zróżnicowane co do wartości opisujących je cech. Jednostki terytorialne wykazujące największe podobieństwa skupione zostają wokół głównej przekątnej. W wyniku tego algorytmu uzyskuje się uporządkowany diagram Czekanowskiego.
Głównym przeznaczeniem metody Czekanowskiego jest wyodrębnienie podzbiorów jednorodnych obiektów. W uporządkowanym diagramie Czekanowskiego zespoły symboli obrazujących najmniejszą odległość między obiektami wskazują na grupy podobnych obiektów. Każdy zespół takich symboli, skupionych wzdłuż głównej przekątnej diagramu, wyznacza grupę typologiczną, obejmującą jednostki najmniej zróżnicowane co do wartości opisujących je cech. Ogromną zaletą metody Czekanowskiego jest fakt, że podczas klasyfikacji rozpatruje się całą macierz odległości.
Wartości te zastąpione zostają na diagramie odpowiednimi symbolami graficznymi ustalonymi dla poszczególnych przedziałów klasowych o coraz to większym stopniu zaciemnienia, co pozwala wzrokowo ocenić poprawność uporządkowania diagramu. Jest to tzw. uporządkowany diagram taksonomiczny. Następstwem tego etapu jest wyznaczenie geograficzne (na mapie) poszczególnych regionów.

## Cechy diagraficznej metody Czekanowskiego
- pozwala na pełną wizualizację macierzy odległości,
- brak jednoznaczności wyniku końcowego,
- arbitralny sposób ustalania granic skali mierników odległości (i liczby grup),
- istnieją mierniki jakości uporządkowania zastępujące wzrokową ocenę poprawności porządkowania macierzy odległości.